# Edsilia Rombley
Edsilia Francisca Rombley (Amsterdam, 13 febbraio 1978) è una cantante olandese.
Ha rappresentato i Paesi Bassi all'Eurovision Song Contest nel 1998 con Hemel en aarde, classificandosi al 4º posto, e nel 2007 con On Top of the World, classificandosi al 21º posto nella semifinale dell'evento. Ha presentato inoltre con Chantal Janzen, Jan Smit e Nikkie de Jager l'Eurovision Song Contest 2021 di Rotterdam.

## Biografia
Nata ad Amsterdam da genitori originari di Aruba e Curaçao, ha iniziato la propria carriera musicale nel 1995 con Gracia Gorré, Karima Lemghari e Susan Hap, con le quali formò il gruppo Dignity. Come parte del gruppo incise un solo album, Dignity, pubblicato l'anno successivo al suo abbandono del gruppo nel 1997.
Nel 1996 prese parte al talent show olandese Soundmixshow, vincendo il primo premio con una cover del brano I Just Had To Hear Your Voice di Oleta Adams. L'anno successivo trionfa con la medesima canzone anche all'European Soundmix Show 1997.
Ha partecipato all'Eurovision Song Contest 1998 nel Regno Unito, dove si è classificata quarta col brano Hemel en aarde.
Nel 2007 ha partecipato all'Eurovision Song Contest 2007 in Finlandia, dove ha presentato il brano On Top of the World.
Nel 1999, nel 2007 (assieme a Paul de Leeuw) e nel 2015 ha annunciato, in eurovisione, i voti assegnati dai Paesi Bassi nella finale dell'Eurofestival.

## Discografia

### Album
- 1997 - Thuis
- 1998 - Edsilia
- 2002 - Face to Face
- 2007 - Meer dan ooit
- 2009 - Live
- 2011 - Uit mijn hart

### Singoli
- 1997 - Baby It's You
- 1998 - Hemel en aarde
- 2007 - On Top of the World
- 2011 - Uit het oog niet uit mijn hart (con Ruth Jacott)